# Scorzoneroides simplex
Scorzoneroides simplex là một loài thực vật có hoa trong họ Cúc. Loài này được (Viv.) Greuter & Talavera mô tả khoa học đầu tiên năm 2006.